# ژانگ ژیچینگ
ژانگ ژیچینگ (انگلیسی: Zhang Zhiqing؛ زادهٔ ۱۴ اکتبر ۱۹۸۱) بازیکن زن هندبال اهل چین بود. وی در بازی‌های المپیک تابستانی ۲۰۰۴ شرکت کرده‌است.